# がん汁
がん汁（がんじる）は、大分県宇佐地方の郷土料理。
同様の郷土料理としてがんちゃ汁（鳥取県）、つがに汁（高知県）がある。

## 概要
淡水産のツガニ（モクズガニ）を生きたまま殻ごとすりつぶし（伝統的な製法ではすり鉢、近年ではミキサーを使う）、ザルなどで殻をこした後に塩を入れて煮立て、醤油味の汁に仕立てたものである。高菜を入れるとカニのたんぱく質が高菜に集まるため、高菜を入れる家庭が多い。そのままでは食べにくいツガニを味わうために考案されたといわれる。
昭和中期までは一般の家庭でよく作られた郷土料理だったが、最近では家庭で作られることは少なく、またこれを出す料理屋も稀である。しかし、大分県南部（旧南海部郡）の番匠川流域では、現在も家庭料理として普通に食されており、8月中旬の漁期解禁のあとは各家庭で調理して食卓に供される。地元では御馳走として珍重され、近所にお裾分けしたという。

## 名称の由来
名称の由来については諸説ある。名前の由来は「カニ汁」がなまって「がに汁」→「がん汁」となったものという（宇佐方言では「カニ」を「ガニ」と呼ぶ。ただし、この方言は消えつつある）。